# Sanyang (Gambia)
Sanyang (Namensvariante: Selikene) ist eine Ortschaft im westafrikanischen Staat Gambia.
Nach einer Berechnung für das Jahr 2013 leben dort etwa 6534 Einwohner, das Ergebnis der letzten veröffentlichten Volkszählung von 1993 betrug 4435.

## Geographie
Sanyang liegt in der West Coast Region, Distrikt Kombo South, ungefähr zweieinhalb Kilometer von der atlantischen Küste und ungefähr zehn Kilometer von Gunjur entfernt. Nach Brikama beträgt die Entfernung etwa 13 Kilometer.
Das Kap an der Küste trägt den Namen Sanyang Point. Südlich davon liegt der Sandstrand Sanyang Beach.

## Kultur und Sehenswürdigkeiten
In Sanyang sind heilige Steine als eine Kultstätte unter dem Namen Berewuleng bekannt.

## Persönlichkeiten
- Modou Jobe (* 1988), Fußballspieler